# Municipio de Tekantó

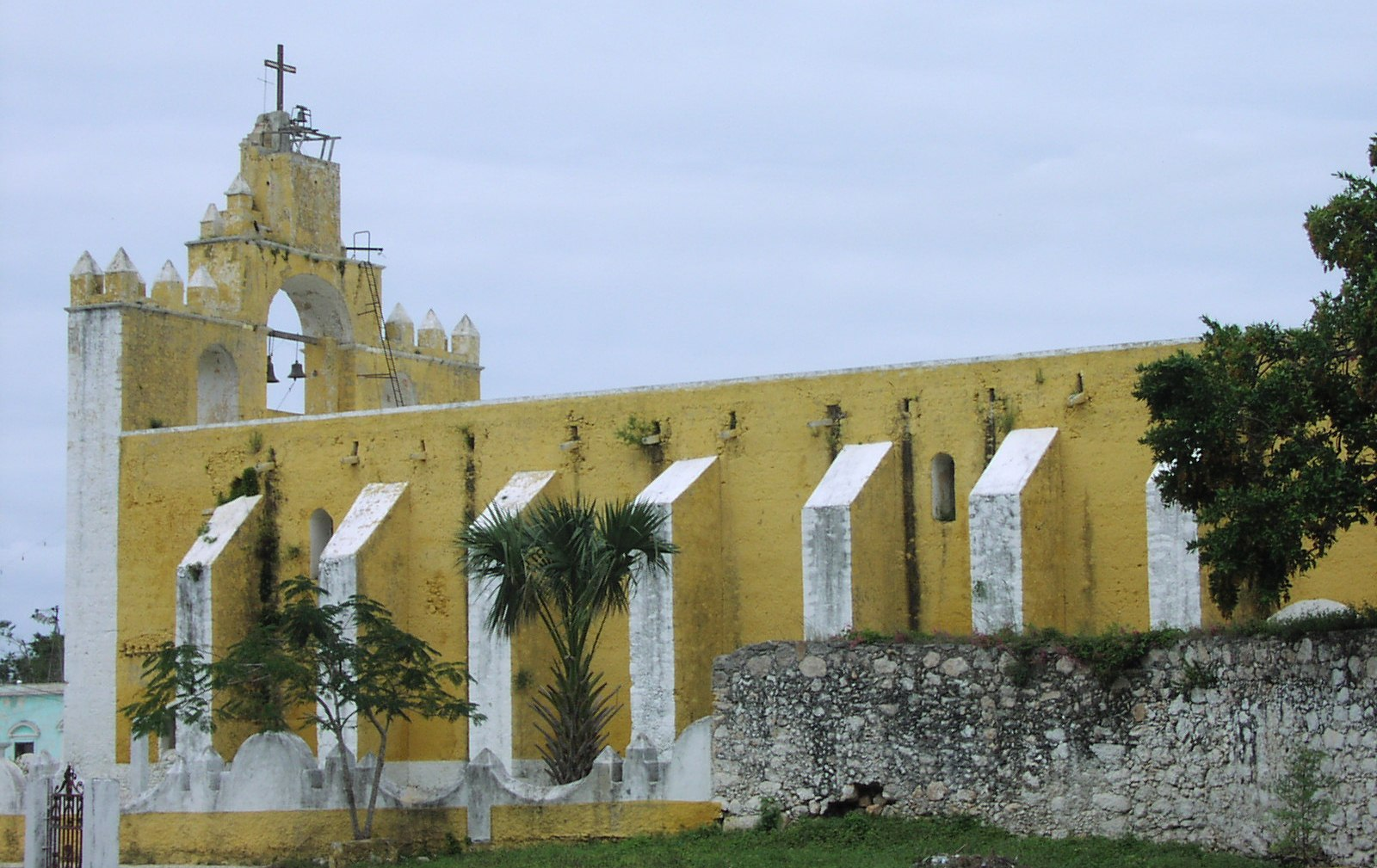
Iglesia de San Agustín en Tekantó, Yucatán

El municipio de Tekantó es uno de los 106 municipios del estado mexicano de Yucatán. Su cabecera municipal es la localidad homónima de Tekantó.

## Toponimia
El nombre del municipio, Tekantó, significa en lengua maya: Te, lugar de y  Kantó, un árbol común en la región. Se conoce a la cabecera municipal con el nombre de Lugar del pedernal amarillo, cuestión que se refleja en su escudo de armas.

## Colindancia
El municipio de Tekantó está ubicado en la región centro norte del estado de Yucatán y colinda al norte con Suma y Teya, al sur con Izamal, al oriente con Tepakán y al occidente con el municipio de Bokobá.

## Datos históricos
- Antes de la conquista de Yucatán la región de Tekantó perteneció al cacicazgo de Ah Kin Chel.
- Durante la colonia estuvo bajo el régimen de las encomiendas, entre las cuales se pueden mencionar la de Diego Sánchez en 1581; la de Antonia Pacheco y Juan N. Calderón en 1700.
- 1825: Tekantó pasó a formar parte del Partido de la Costa, teniendo como cabecera a Izamal.
- 1921: Tekantó figuró como cabecera del municipio libre del mismo nombre.

## Economía
Tekantó es un municipio que, ubicado en la zona central norte del estado perteneció a la denominada zona henequenera de Yucatán teniendo sus tierras la vocación agrícola para el cultivo del agave. Junto con los municipios circunvecinos se dedicó por muchos años, hasta finales del siglo XX, a la industria henequenera como principal actividad productiva.
Con la declinación de la agroindustria se dio en Tekantó un proceso de diversificación económica y fueron modificados los patrones de la actividad agrícola. Hoy en el territorio municipal se cultiva principalmente maíz, frijol y hortalizas. La sandía y algunas variedades de chiles también se cosechan en la región.
Se da la cría de ganado bovino, así como la de ganado porcino, las aves de corral. También se practica la apicultura.

## Atractivos turísticos
- Arquitectónicos: En el municipio de Tekantó existe una parroquia en honor de San Agustín, construida en el siglo XVIII. Hay también una capilla en donde se venera a San Román que también data de la época de la colonia. Cerca de la cabecera municipal están los cascos de las ex haciendas: Mucuyché, Tzón y Sanlatah.

Muy cerca también se encuentra la comisaría de Tixkochó perteneciente a la población
- Arqueológicos: En el municipio hay vestigios arqueológicos de la cultura maya en Chumulá.

- Fiestas populares: Del 26 al 28 de agosto en honor de san Agustín y 15 de noviembre recepción del Santo Cristo de la exaltación perteneciente al municipio de citilcum a partir de las 7 de la noche y en honor a su llegada del 21 al 26 de  se organizan gremios, procesiones,bailes con grupos regionales, corridas de toros y las tradicionales vaquerías.